# London School of Economics

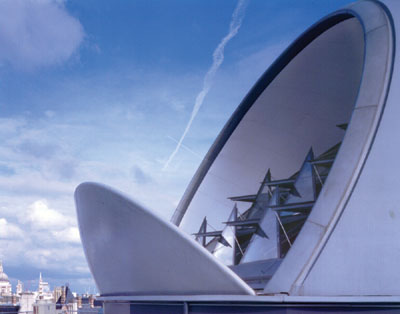
Střecha knihovny LSE

London School of Economics and Political Science (Londýnská škola ekonomie a politických věd), zkratka LSE, je jedna z nejznámějších vysokých škol v oblasti práva, ekonomie a společenských věd. Patří do skupiny G5 nejlepších britských univerzit, do Evropské asociace univerzit (EUA) a mnoha dalších.

## Historie
LSE založili roku 1895 manželé Beatrice a Sidney Webbovi, příznivci fabiánského socialismu, spolu s G. B. Shawem podle vzoru pařížského Institut d'études politiques de Paris (Sciences Po). Dnes je jednou z 19 kolejí federativní University of London. Má jedinou fakultu, která se člení na 13 oborů, mezi něž patří právo, politické vědy, ekonomie, geografie, sociální politika, sociologie, umění a média a řada dalších. Součástí školy, která sídlí v samém centru Londýna, je také skvělá knihovna se 4 miliony svazků. LSE vydává časopis The Beaver (bobr, je to její maskot) a pořádá množství odborných i veřejných a kulturních akcí.
Současnou ředitelkou LSE je Minouche Shafik. V roce 2007 zde studovalo 8810 studentů, z toho 4950 graduovaných, pod vedením 1303 učitelů. O prestiži školy svědčí mimořádně přísné podmínky přijetí: škola přijímá zhruba jednoho ze 17 uchazečů (na právech ještě méně), a to na základě předchozích studijních výsledků, praxe, písemných esejů a doporučení.

## Čeští absolventi
Prestižní školu absolvovalo i mnoho českých osobností, například: prof. Martin Potůček, ministryně Jana Maláčová a její choť Aleš Chmelař (náměstek ministra zahraničí).

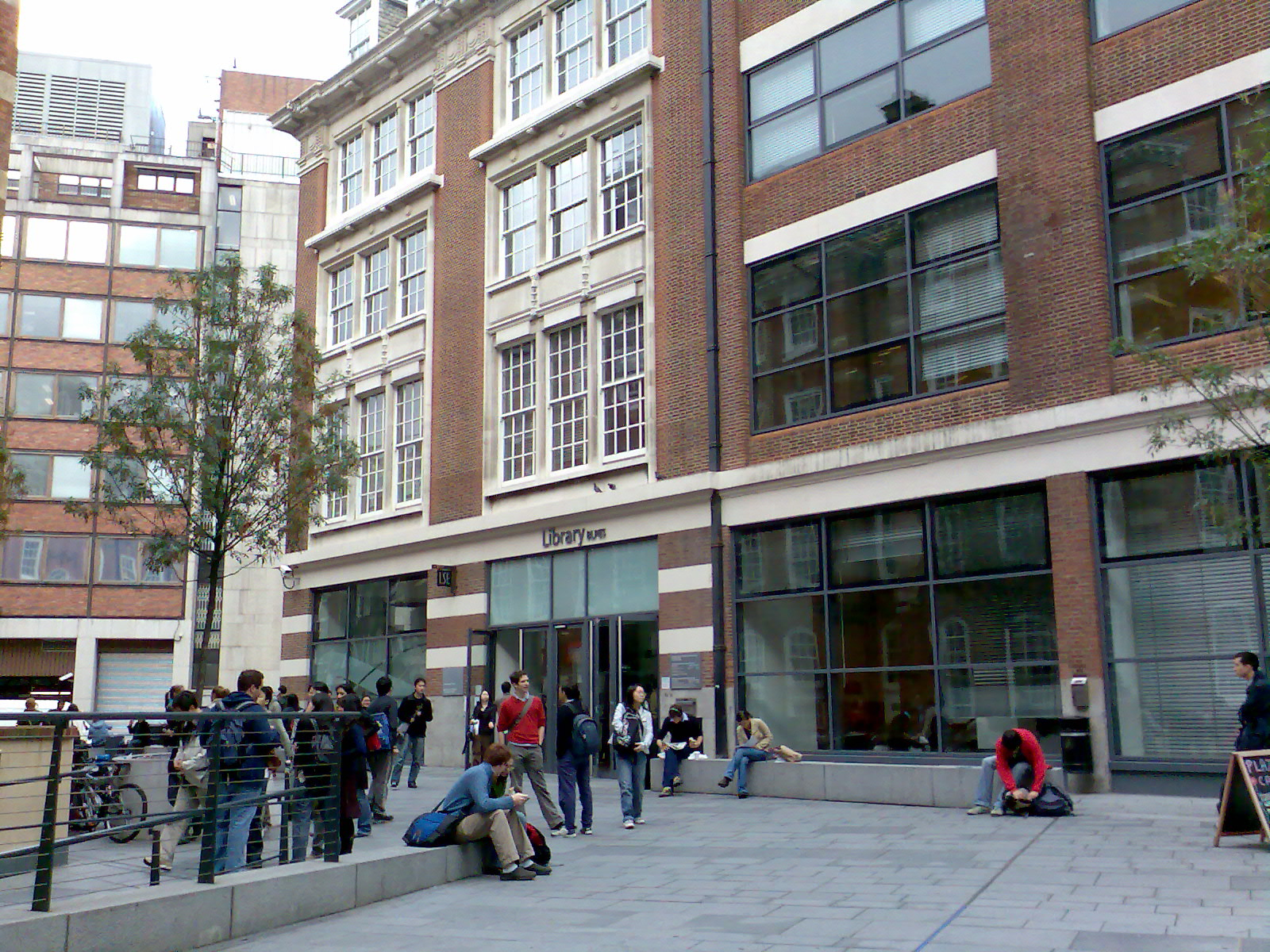
Budova knihovny LSE

## Slavní učitelé a absolventi
Mezi jejími učiteli a absolventy bylo 16 nositelů Nobelových cen, mimo jiné G. B. Shaw, Bertrand Russell, Friedrich Hayek, Ronald Coase, Amartya Sen, George Akerlof a laureát Nobelovy ceny za ekonomii roku 2008 Paul Krugman. Řada absolventů zastávala a zastává vysoké politické funkce, například prezident John F. Kennedy, dánská královna Markéta II., německý kancléř Heinrich Brüning, italský premiér a předseda Evropské komise Romano Prodi, kanadský premiér Pierre Trudeau a mnoho dalších. Studoval zde David Rockefeller, George Soros, mnoho významných bankéřů, ale také zpěvák Mick Jagger. Mezi řediteli LSE byli také sociologové Ralf Dahrendorf a Anthony Giddens, přednášel zde také Ulrich Beck. Z filosofů zde přednášeli Karl Popper, který katedru filosofie vědy na LSE zakládal, Paul Feyerabend a Imre Lakatos.

### Laureáti Nobelovy Ceny
| Rok  | Recipient                | Cena       | Rok  | Recipient      | Cena     |
| 1925 | George Bernard Shaw      | Literatura | 1987 | Óscar Arias    | Mír      |
| 1950 | Ralph Bunche             | Mír        | 1990 | Merton Miller  | Ekonomie |
| 1950 | Bertrand Russell         | Literatura | 1991 | Ronald Coase   | Ekonomie |
| 1959 | Philip Noel-Baker        | Mír        | 1998 | Amartya Sen    | Ekonomie |
| 1972 | Sir John Hicks           | Ekonomie   | 1999 | Robert Mundell | Ekonomie |
| 1974 | Friedrich Hayek          | Ekonomie   | 2001 | George Akerlof | Ekonomie |
| 1977 | James Meade              | Ekonomie   | 2007 | Leonid Hurwicz | Ekonomie |
| 1979 | Sir William Arthur Lewis | Ekonomie   | 2008 | Paul Krugman   | Ekonomie |